# 4-ヒドロキシ安息香酸ポリプレニルトランスフェラーゼ
4-ヒドロキシ安息香酸ポリプレニルトランスフェラーゼはユビキノンの生合成に関わる転移酵素で、次の化学反応を触媒する酵素である。
ポリプレニル二リン酸 + 4-ヒドロキシ安息香酸 {\displaystyle \rightleftharpoons } 二リン酸 + 4-ヒドロキシ-3-ポリプレニル安息香酸
この酵素の基質はポリプレニル二リン酸と4-ヒドロキシ安息香酸で、生成物は二リン酸と4-ヒドロキシ-3-ポリプレニル安息香酸である。組織名はpolyprenyl-diphosphate:4-hydroxybenzoate polyprenyltransferaseである。この酵素はポリプレニル鎖の鎖長に関する特異性を持たず、様々な鎖長のポリプレニル鎖を4-ヒドロキシ安息香酸に転移する。